# District de Paimbœuf
Le district de Paimbœuf est une ancienne division territoriale française du département de la Loire-Atlantique de 1790 à 1795.
Il était composé des cantons de Paimbœuf, Arthon, Frossay, le Pellerin, Pornic et Sainte-Pazanne.